# Serjania macrocarpa
Serjania macrocarpa là một loài thực vật có hoa trong họ Bồ hòn. Loài này được Standl. & Steyerm. miêu tả khoa học đầu tiên năm 1943.